# セレクション 選ばれし者
『セレクション 選ばれし者』（セレクション えらばれしもの）は、1989年12月28日にコトブキシステム（現・コトブキソリューション）がケムコブランドで発売したゲームボーイ用ロールプレイングゲーム。北米および欧州ではThe Sword of Hopeのタイトルで発売された。
アドベンチャーゲームのような画面構成とコマンド選択によるゲーム進行を特徴とする本作は、後に他機種に移植された（#移植版）。また、続編となる『セレクションII 暗黒の封印』（1992年）が発売された他、本作と続編の2作品をパッケージした『セレクションI＆II 選ばれし者＆暗黒の封印』（1998年）が発売された。

## ゲーム内容
主人公ハイン王子が15歳の誕生日を迎えた時、王国に現れた敵と戦うという内容で、3Dマップで構成されたフィールド上を進みたい方向に矢印を合わせて進む。独特の世界観や戦闘時の魔法やダメージシステムなどが用いられている。
- アドベンチャーゲームのような画面で「みる」、「あける」、「たたく」といったコマンドを使いゲームを進めていく。
- マップ上で矢印の先に●(黒丸)が出ている方向に進もうとすると、雑魚敵との戦闘になる。戦闘を行うのはハイン1人のみ。敵は複数出現することもある。
- 戦闘中、敵はハインのほかに他の敵を攻撃（同士討ち）することがある。ただし同士討ちを起こすのは異種族同士のときのみである。また、雑魚敵との戦闘中に他の雑魚敵が乱入してくることがある。
- 魔法の中には敵一体を選んで攻撃するものや敵全体を攻撃するものの他に、敵・味方を問わず誰かにランダムで当たるものや、敵・味方全てを巻き込むものがある。
- ハインのHPが0となると、じいの所から再開となる。戻される以外のペナルティは特にない。
- ゲームの進行状況はパスワードで記録することが出来る。

## 登場人物
ハイン
主人公。リッカー王国の王子だが、誕生時に左腕の痣を見た父ヘネシーに殺されかけ、騎士パスカルによって森の奥に匿われ育てられた。15歳になり、暗黒に染まった王国を救う旅に出る。剣と魔法の両方を使いこなす。『2』ではコーリン一族が守る神殿が襲撃された事件をきっかけに旅に出ることになる。
ヘネシー王
ハインの実父で現リッカー国王。ハインが生まれる少し前に、知識欲が災いして古の暗黒の封印を解き、とりつかれてしまった。『2』では息子の旅立ちを見送り、ハインがやられる（または全滅する）と城に戻る魔法を掛けてくれたりして手助けしてくれる。
暗黒の竜（暗黒竜）
ヘネシー王が暗黒の封印を解いたことにより蘇った竜。ヘネシー王にとりつきリッカー王国を暗黒に染めた。『2』ではウィッシュの剣が盗まれたことにより物語の最終盤に復活し、ハインに戦いを挑んでくる。
じい（パスカル）
リッカー王国に仕える老騎士。乱心した王からハインを匿い育ててきた。
祈祷師
じいの友人で、お告げの言葉（パスワード）を教えてくれたり有料で回復してくれる。

### 商売人達
各地でアイテムを販売してくれる人たち。
森の店のおかみ
広場に至る道で森の店を営む女性。信心深く、教会で祈るための魔法「グレイス」の書を持つ。再び店を訪れるとグレイスの書が眠る隠し部屋に案内してくれる。
闇商人
からくり洞窟や城に至る地下迷宮で商売を営む。自分のことを「腹黒い」と言うだけありアイテムの値段は若干高め。

### 魔法使い達
リッカー王国を守ってきた3人の魔法使い。
マーテル
「知恵」を司る痩身の男。西の森に住む。最初はハインを相手にしないが…。
シャボー
「勇気」を司る筋肉質の男。東の滝の裏に住む。試練の為に、ハインを滝の下の洞窟へ突き落とす。
カミュ
「愛」を司る美女。北の山の塔に住む。美貌が災いしてある怪物に狙われている。

### 亡霊
死してなお世を憂い現世に留まる者達。
ポリニャック
かつて闇を封じた剣士。流行り病で亡くなるも彼の流した涙はサファイアとなりある怪物に奪われてしまった。サファイアを取り返すと自分が使っていたプラチナの鎧をくれる。
レミー王妃
乱心した夫ヘネシーから誕生直後の息子ハインを庇って絶命した。彼女の遺品が重要な役割を果たす。

## 移植版
| No. | タイトル                            | 発売日        | 対応機種                     | 開発元                 | 発売元                 | メディア                              | 型式         | 備考 | 出典        |
| --- | ----------------------------------- | ------------- | ---------------------------- | ---------------------- | ---------------------- | ------------------------------------- | ------------ | ---- | ----------- |
| 1   | セレクション1&2 選ばれ者&暗黒の封印 | 1998年5月1日  | ゲームボーイ                 | コトブキシステム       | ケムコ                 | ロムカセット                          | DMG-ASLJ-JPN |      |             |
| 2   | セレクション                        | 2008年9月16日 | FOMA90x、703以降 （iアプリ） | ケムコ                 | ケムコ                 | ダウンロード （ケムコスペース200）    | -            |      | [ 2 ]       |
| 3   | セレクション 選ばれし者             | 2011年12月7日 | ニンテンドー3DS              | コトブキソリューション | コトブキソリューション | ダウンロード （バーチャルコンソール） | -            |      | [ 3 ] [ 4 ] |
| 4   | ゲームボーイ Nintendo Switch Online | 2025年5月23日 | Nintendo Switch              | 任天堂                 | 任天堂                 | ダウンロード                          | -            |      | [ 5 ] [ 6 ] |

## 評価
ゲーム誌『ファミコン通信』の「クロスレビュー」では合計26点、『ファミリーコンピュータMagazine』の読者投票による「ゲーム通信簿」での評価は以下の通り、17.47点（満30点）となっている。また、同雑誌1991年5月24日号特別付録の「ゲームボーイ オールカタログ」では、アドベンチャーゲームの要素が強いことや会話による情報収集がメインとなっていることを指摘した他、マップが広くコマンドで移動するため「慣れないと自分の位置がつかみにくい」と否定的に評価している。
| 項目 | キャラクタ | 音楽 | 操作性 | 熱中度 | お買得度 | オリジナリティ | 総合  |
| 得点 | 2.91       | 2.84 | 2.85   | 2.97   | 2.92     | 2.98           | 17.47 |

## セレクションII 暗黒の封印
『セレクションII 暗黒の封印』（セレクションツー あんこくのふういん）は、1992年9月4日にコトブキシステムから発売されたロールプレイングゲーム。北米では『The Sword of Hope II』のタイトルで発売された。
前作から5年後を舞台に主人公のハインを操作し、リッカー国の不吉な言い伝え通りに赤い光が走った古代神殿を調査するというストーリー。前作とは異なり最大3名のパーティプレイが可能となっている。
2012年にはニンテンドー3DS用のバーチャルコンソール対応ソフトとして配信された。

### ゲーム内容
基本システムは前作と同じだが、いくつかの変更点が存在する。
- 前作は1人旅だったのに対し、本作は最大3名のパーティを組む。
- エンカウント方式がランダムエンカウントとなった。
- 敵の同士討ちや雑魚敵の乱入が起きなくなった。
- 敵・味方にランダムで当たる魔法、敵・味方全てを巻き込む魔法が無くなった。
- 全滅するとヘネシー王の所から再開となる。前作と同様、ペナルティは特にない。
- 戦闘後などに時折手に入るコインを使うことで、賭博場でルーレットをすることが出来る。ルーレットでは様々なアイテムが手に入る。
- ゲームの進行状況はセーブすることで記録できる。セーブファイルは3つまで。

### 登場人物
ハイン
ヘネシー王
暗黒の竜（暗黒竜）

#### 旅の仲間
第2作では最大3名のパーティを組む。
ミュート
魔王ザクドスの封印を守っていた、魔道士コーリン一族で唯一生き残った少年。再び魔王を封じるためハインに同行する。幼いながらも攻撃魔法に優れる。
ニーナ
宝探しの好きな父と旅している少女。父とはぐれて怪物に襲われた所をハインらに救われ、父を捜すために同行する。
ボギー
モンスターハンターの青年。山で怪物に襲われたハインらを助け同行する。魔法は使えない生粋の戦士型。
レイラ
潜水艦を駆るモンスターハンターの女性で、ボギーの恋人。海で遭難したハインらを助け同行する。魔法も少々使える。

#### その他キャラクター
ウィンダー王
その昔、ザクドスを倒し封印した王。亡霊となった今でも4つのオーブのひとつ、風のオーブを守っている。
火炎竜
ネコジャラ島の海底火山に棲む竜。4つのオーブのひとつ、火のオーブを守っている。
ノーマル博士
ファーブ島に住む発明家。飛行船を完成させるために飛翔石を必要としている。
ザクドス
古代神殿に封印されていた魔王。盗賊が封印の石棺を壊したことにより復活する。コーリン一族を皆殺しにした後、暗黒竜を復活させるためにウィッシュの剣を盗む。

### 移植版
| No. | タイトル                            | 発売日                                   | 対応機種        | 開発元                 | 発売元                 | メディア                              | 型式         | 備考 | 出典                      |
| --- | ----------------------------------- | ---------------------------------------- | --------------- | ---------------------- | ---------------------- | ------------------------------------- | ------------ | ---- | ------------------------- |
| 1   | セレクション1&2 選ばれ者&暗黒の封印 | 1998年5月1日                             | ゲームボーイ    | コトブキシステム       | ケムコ                 | ロムカセット                          | DMG-ASLJ-JPN |      |                           |
| 2   | セレクションII 暗黒の封印           | 2012年6月13日 2012年7月12日 2012年8月9日 | ニンテンドー3DS | コトブキソリューション | コトブキソリューション | ダウンロード （バーチャルコンソール） | -            |      | [ 8 ] [ 9 ] [ 10 ] [ 11 ] |

### 評価
ゲーム誌『ファミコン通信』の「クロスレビュー」では、6・6・6・4の合計22点（満40点）、『ファミリーコンピュータMagazine』の読者投票による「ゲーム通信簿」での評価は以下の通り、18.2点（満30点）となっている。
| 項目 | キャラクタ | 音楽 | お買い得度 | 操作性 | 熱中度 | オリジナリティ | 総合 |
| 得点 | 2.9        | 3.0  | 2.9        | 3.1    | 3.3    | 3.0            | 18.2 |